# Limfoproliferació
La limfoproliferació és la formació ràpida de limfòcits davant d'un estímul concret. Aquest terme també fa referència a la tècnica que permet avaluar la funcionalitat dels limfòcits, ja que mesura la capacitat que tenen de multiplicar-se davant d'un estímul proliferatiu. Els objectius que persegueix aquesta tècnica són: mesurar l'estat global de la resposta cel·lular d'un animal i diagnosticar si un animal ha estat prèviament exposat a un microorganisme intracel·lular, ja sigui per vacunació o per infecció natural.
El creixement d'aquestes cèl·lules pot ser inespecífic si s'usen mitògens inespecífics, o bé, específica si s'utilitzen antígens concrets.

## Procediment de la tècnica
Aquesta tècnica consta dels següents passos:
1. Obtenim limfòcits a partir de sang, òrgans limfoides, epitelis o llocs on s'hagi produït una reacció inflamatòria. Normalment l'estudi de poblacions limfocitàries es realitza a partir de sang perifèrica.
2. Un cop tenim els leucòcits separats es duen a terme diversos rentats amb medi de cultiu cel·lular i s'ajusta la concentració a 5 milions de cèl·lules/mL.
3. Es dispensen els leucòcits en plaques de microtitulació de 96 pous, als quals se'ls afegeix la solució de l'antigen problema a la concentració adequada. Sempre hem de realitzar un control negatiu tenint algun pou sense antigen.
4. A continuació, s'incuben les plaques 72 hores a 37 °C i en una atmosfera d'un 5% de CO2. Després d'incubar, es recullen les cèl·lules sobre filtres de fibra de vidre i es dipositen en vials. Posteriorment es determina la radiació beta emesa, que serà directament proporcional al nombre de cèl·lules en mitosi.

La taxa de proliferació s'estableix entre la reactivitat dels pous problema i el control.
En la resposta immune adaptativa, els limfòcits davant d'un antigen nou, han de proliferar molt abans de diferenciar-se amb la finalitat de poder generar prou cèl·lules efectores funcionals amb una especificitat particular. L‘anàlisis de la limfoproliferació induïda dels limfòcits és una eina molt útil en l'estudi d'aquestes cèl·lules.

## Tipus de limfoproliferació
La tècnica de limfoproliferació es pot classificar segons si utilitzem mitògens policlonals o determinants antígens que estimulen la proliferació de limfòcits monoclonals.
- Inespecífica: es basa en l'ús de substàncies que indueixen la proliferació en tots o gran part dels limfòcits d'una certa classe. Aquestes substàncies s'anomenen mitògens policlonals, ja que indueixen la mitosi en limfòcits de moltes especificitats i orígens clonals diferents.[1] Alguns activen preferentment limfòcits T (concavalina A, fitohemaglutinina (PHA)) mentre que d'altres tindran un efecte principalment sobre els limfòcits B (lipopolisacàrid bacterià, proteïna A estafilocòcica). En el cas del mitògen herba camín activarà tant als limfòcits B com als T.[2]

- Específica: es basa en l'ús d'un determinat antigen i es mesura la resposta del limfòcit que el pugui reconèixer. D'aquesta manera revela un previ contacte amb aquest, ja sigui per infecció o vacunació. Quan s'estimula el limfòcit de manera específica s'acostuma a realitzar un control positiu inespecífic, aquest consisteix a realitzar una estimulació paral·lela amb un o més mitògens per tal de valorar l'estat global de la resposta cel·lular de l'individu.

## Mètodes de lectura
Un cop realitzada la tècnica de la limfoproliferació, es procedirà a la lectura dels resultats. Aquests mètodes de lectura s'utilitzen tant en la limfoproliferació de limfòcits B com de T.

### Mètodes radioactius
Aquests mètodes es basen a mesurar la radioactivitat de les cèl·lules que proliferen, degut a la utilització de nucleòtids marcats o d'aminoàcids radioactius. Per realitzar aquesta tècnica es col·loquen en una placa de 96 pous les cèl·lules PBMC i l'estímul que volguem utilitzar (específic o insepecífic). Això s'incuba durant 48-96 hores i després s'afegeix un isòtop radioactiu (H3, C14 o I125) durant les últimes 18 hores, que marcarà els nucleòtids o els aminoàcids dels limfòcits nous. Per acabar, es recullen les cèl·lules i es determina la proporció del marcador radioactiu captat, per les cèl·lules en divisió, per donar un índex relatiu d'estimulació per tal de controlar els cultius de cèl·lules mononuclears d'animals clínicament normals. També es pot mesurar la proliferació in vivo injectant als animals bromodesoxiuridina (BrdU), un anàleg de la timidina, que després es pot tenyir amb anticossos anti-BrdU per a identificar i enumerar els nuclis que han incorporat BrdU durant la replicació del DNA.
Una altra tècnica utilitzada és l'anomenada reacció limfocitària mixta, aquesta es basa en la propietat que tenen els limfòcits de proliferar quan s'incuben en presència de limfòcits presentadors d'antigens MCH II diferents. El resultat de la tècnica es pot mesurar per la incorporació de la timidina tritiada. Aquesta tècnica pot ser bidireccional (s'estimulen tots dos limfòcits, de manera que la resposta total es calcula a partir de la suma dels dos) o unidireccional (les cèl·lules estimulants només funcionen com a antigens en ser tractades amb radiació o amb mitomicina).

### Mètodes colorimètrics
S'utilitzen substàncies com el formazan o l'alamar blue que són compostos metabolitzats pels enzims mitocondrials i que donen un color característic. En el cas de l'alamar blue, com major limfoproliferació hi ha, més fúcsia és el pou. Els resultats es poden llegir directament, encara que és millor utilitzar un espectrofotòmetre. Són menys sensibles però més segurs.

### FACS
És un tipus especialitzat de citometria de flux. S'utilitzen anticossos contra CD25 o CD28 que són marcadors de cèl·lules T activades o bé, es poden estudiar les modificacions de la membrana mitjançant PKH26 que és una substància fluorescent captada per la membrana cel·lular de manera que les cèl·lules que s'han dividit tenen la meitat de fluorescència que les progenitores. En el cas dels limfòcits T, es marquen amb èsters fluorescents lipòfils que presentin una reactivitat química i, a continuació, s'efectua la transferència d'aquests als animals d'experimentació. Els colorants penetren a les cèl·lules formant enllaços covalents amb les proteïnes citoplasmàtiques de manera que ja no poden sortir. Cada vegada que un limfòcit es divideix la quantitat de colorant disminueix a la meitat. Un colorant habitual és l'èster de succinimidil-diacetato de 5,6-carboxifluoresceïna (CFSE) que pot detectar-se mitjançant citometria de flux.